# دانيال أ. فاربر
دانيال أ. فاربر (بالإنجليزية: Daniel A Farber)‏ هو عالم أمريكي، ولد في 16 يوليو 1950 في شيكاغو في الولايات المتحدة.

## وصلات خارجية
- دانيال أ. فاربر على موقع إن إن دي بي (الإنجليزية)